# Henricus Glareanus
Henricus Glareanus, eigenlijke naam Heinrich Loriti of Loris,  (Mollis, 1488 – Freiburg im Breisgau, 1563), was een Zwitsers humanist en polymath uit de vroege renaissance. Zijn naam Glareanus verwijst naar het Zwitserse kanton Glarus, waar hij werd geboren. Hij was zowel musicus, muziektheoreticus, dichter, leraar, filoloog, historicus, geograaf als wiskundige.

## Biografie
Glareanus was de zoon van een boer en raadslid in Glarus. Na zijn basisopleiding in Bern en  bij Michael Rubellus in Rottweil ging hij studeren in Wenen en bij Matthias Kremer in Keulen, waar hij in 1512 magister werd. Datzelfde jaar ontving hij de dichterskroon van het Heilige Roomse Rijk, voor zijn lofdicht aan keizer Maximiliaan I. Omdat hij Johannes Reuchlin steunde in diens strijd tegen de Keulse Dominicanen verhuisde hij in 1514 naar Bazel, waar hij als burseleider in contact kwam met de boekdrukkers Johannes Froben en Henricus Petrus en de geleerden Desiderius Erasmus en Oswald Myconius. De humanistische ideeën van Erasmus en Glareanus vielen niet goed bij de reformanten en na de reformatie van Bazel in 1529 vertrokken ze beiden naar Freiburg im Breisgau. Zijn Dôdekachordon uit 1547 geldt als een belangrijk en invloedrijk muziektheoretisch werk uit de renaissance.
- Bibsys: 90813531
- Biblioteca Nacional de España: XX1782493
- Bibliothèque nationale de France: cb12462502x (data)
- Catàleg d'autoritats de noms i títols de Catalunya: 981058528376606706
- Digitale Bibliotheek voor de Nederlandse Letteren: glar005
- Gemeinsame Normdatei: 11905339X
- Historisch woordenboek van Zwitserland: 012800
- International Standard Name Identifier: 0000 0001 2139 5425
- Library of Congress Control Number: n84006965
- Nationale Bibliotheek van Tsjechië: mzk2003198646
- Nationale bibliotheek van Australië: 35618846
- Nationale Bibliotheek van Israël: 987007276349805171
- Nationale Bibliotheek van Polen: a0000002412357
- Nederlandse Thesaurus van Auteursnamen: 070047316
- Istituto Centrale per il Catalogo Unico: SBLV284248
- LIBRIS: 209884
- SNAC: w6jq25cs
- Système universitaire de documentation: 033800731
- Trove: 1016722
- Virtual International Authority File: 73950690
- WorldCat: E39PBJgxm7dVFWmMjWYr6JWMT3